# Chapelle de Seutula
La chapelle de Seutula (en finnois : Seutulan kappeli) ou chapelle de Königstedt (en finnois : Königstedtin kappeli)  est un édifice situé dans le quartier Seutula de Vantaa en Finlande,.

## Description
La chapelle de Seutula est un long édifice rectangulaire en bois peint en rouge construit en 1925 sur le terrain du manoir de Königstedt.
La chapelle est un bâtiment rectangulaire avec un toit à pignon, avec une salle paroissiale et une aile d'habitation plus basse que la nef.
La chapelle a été transférée de l'association de la salle de prière de Ripukylä à l'association paroissiale de Vantaa en 1964, l'association paroissiale de Vantaa était connue avant 1972 sous le nom de Helsingin pitäjän seurakunnat. 
L'évêque d'Helsinki, Aarre Lauha, a inauguré la chapelle le 2 mai 1965, et le Premier ministre de Finlande, Johannes Virolainen, a également participé à la cérémonie.
Le bâtiment a été rénové en 1969-1970, une autre rénovation a été effectuée en 1979, lorsqu'un grenier a été construit dans l'église. La superficie de l'église, y compris le grenier, est de 237 mètres carrés et il y a des sièges pour accueillir 120 personnes. 
L'orgue à quatre jeux de l'église a été fabriqué par la fabrique d'orgues de Kangasala en 1969, le retable a été peint par un artiste inconnu.
Au moment du 60e anniversaire de l'église en 1985, la chapelle a reçu une cloche coulée dans la fonderie néerlandaise de Pettit & Fritsen.